# Sciopsyche tropica
Sciopsyche tropica là một loài bướm đêm thuộc phân họ Arctiinae, họ Erebidae.